# Odilon de Mercœur (évêque de Mende)
Odilon de Mercœur, mort le 28 janvier 1274, est un ecclésiastique français. Il fut en effet évêque de Mende entre 1247 et 1274. Il appartenait à la noble famille des Mercœur, seigneurs en Auvergne et en Gévaudan.

## Biographie
Odilon de Mercœur est le fils du seigneur et baron Béraud VII de Mercœur et d'Alix de Bourgogne. Il est donc le neveu de l'évêque du Puy, Odilon de Mercœur, et apparenté à l'abbé de Cluny, saint Odilon.
Rapidement, il reçoit en apanage la seigneurie de Saugues en Gévaudan. En effet, les Mercœur font partie des huit barons du Gévaudan, et Saugues et l'une des places fortes de leur territoire. Dans les années 1230, il est doyen, ou peut-être prévôt, de la collégiale de Saint-Julien-de-Brioude.
En 1246 meurt Étienne de Brioude, évêque de Mende. Sa succession pose quelques problèmes. Les deux candidats, Bernard de Châteauneuf et Armand de Peyre, arrivent à égalité et renoncent tous deux à l'évêché auprès du pape Innocent IV. Le diocèse est alors administré par le doyen de Bourges. Il semble que ce soit le pape qui ait alors nommé Odilon de Mercœur comme évêque.
Ses débuts à la tête de l'évêché sont assez difficiles, puisqu'il entre rapidement en conflit avec le baron du Tournel, protecteur de son prédécesseur.  Il s'empare alors du château de Chapieu, en 1247, qu'il ne rend qu'en 1254, après avoir fait la paix et reçu les hommages.
Pendant ce temps, il profite de la faiblesse de la baronnie de Cénaret pour agrandir le domaine épiscopal en Gévaudan. Il tente même, avec le soutien du pape, de recevoir la vicomté de Grèzes, mais en vain.
Vers 1255 il est officiellement consacré évêque. S'il possédait l'évêché, il n'avait cependant pas été consacré, car il n'est pas encore prêtre.
En 1256, il dédie le nouvel autel de l'église-cathédrale de Mende à saint Privat. Il opère donc la translation des reliques de saint Julien, auquel l'autel était précédemment dédié, dans la crypte de Privat en remplacement des siennes, qui prirent place sous l'autel.
À partir de cette date, il va considérablement accroître le pouvoir temporel des évêques sur le Gévaudan. Il meurt le 28 janvier 1274.